# بيتي شباز
بيتي شباز (بالإنجليزية: Betty Shabazz)‏ (28 مايو 1934 -23 يونيو 1997)، أو بيتي دين ساندرز ، والمعروفة أيضًا بـ بيتي إكس، كانت تعمل كمعلمةٍ أمريكيةٍ ومناصرةٍ للحقوق المدنية، وهي زوجة مالكوم إكس المتحدث الرسمي باسم منظمة «أمة الإسلام».
نشأت شباز في مدينة «ديترويت» بولاية «ميشيغان»، حيث بذل والديها أقصى جهدهما لحمايتها من العنصرية المتأصلة في المجتمع، إلا أنها لم تلبث أن واجهت العنصرية، ولأول مرةٍ، عند التحاقها بمعهد «توسكيجي» بولاية «ألاباما» بالولايات المتحدة الأمريكية.
لمّا لم يرُق لها الحال بولاية «ألاباما»، انتقلت شباز للعيش بمدينة «نيويورك». وفي «نيويورك»، عملت كممرضةٍ، وبعدها التقت بـ «مالكوم إكس»، ثم انضمت لمنظمة «أمة الإسلام» في عام 1956م، وفي عام 1958 م تزوجت من «مالكوم إكس» المتحدث الرسمي باسم المنظمة.
في عام 1964 م تخلّت بيتي شباز، بصحبة زوجها، عن عضويتها بمنظمة أمة الإسلام، ثم شهدت في العام الذي تلاه مقتل زوجها، ومن ثمّ أُلقى على عاتقها مهمة تربية بناتها الست، بصفتها أمهن والوحيدة المسؤلة عنهن.

في ذلك الحين استأنفت شباز مشوارها التعليميّ وحصلت على شهادةٍ عاليةٍ، ثم اتجهت للعمل بجامعة «مِدجَار إيفَرز» بمدينة «بروكلين-نيويورك».
وفي أعقاب القبض على ابنتها «قُبَيلة» واتهامها، زورًا، بالتآمر على قتل «لويس فرخان»، وهو أحد قادة منظمة أمة الإسلام، قامت شباز بتبني حفيدها الأصغر مالكوم، والذي أضرم النيران في شقتها مما أسفر عن إصابة شباز بحروقٍ خطيرةٍ أودت بحياتها في غضون ثلاثة أسابيع من وقت وقوع الحادث.

## طفولتها
ولدت بيتي دين ساندرز في الثامن والعشرين من مايو لعام 1934 م، وكانت أمها تُدعى أُولِي ماي وأبوها شيلمان ساندلين، والذي كان يبلغ من العمر آنذاك 21 عامًا بينما كانت أمها لم تتجاوز سن المراهقة بعد، وقد أقام كلاهما علاقةً دون زواجٍ شرعىٍ. وطوال حياتها، ظلّت بيتي ساندرز تدّعي أنها وُلدت بمدينة «ديترويت» بولاية «ميشيغان»، غير أنه بالنظر إلى مستنداتٍ قديمةٍ، كشهادتها الثانوية والجامعية، تبين أن مسقط رأسها هو مدينة «بيتيهرست -جمهورية جورجيا»، ولم تتمكن السلطات بولاية جورجيا أو ميشيغان من تحديد مسقط رأسها. وأشارت معظم التقارير إلى أن أُولِى ماي ساندرز أساءت معاملة بيتي ساندرز وهي لا تزال في طور الطفولة بمدينة ديترويت، وما إن بلغت بيتي الحادية عشرة من عمرها حتى تبنّاها كلاً من «لورينزو» و «هيلين» مالوي، رجل أعمال معروف وزوجته. كانت هيلين مالوي عضوًا مؤسسًا برابطة «ربات البيوت» بمدينة ديترويت، وهي رابطةٌ تتألف من مزيجٍ من النساء الأفارقة والأمريكان، واللاتي قمن بشن حملاتٍ لدعم نشاطات ذوي البشرة السوداء ومقاطعة المؤسسات التي ترفض توظيف السود. بالإضافة إلى ذلك، كانت هيلين مالوي عضوًا بالمجلس القومي للزنجيات والجمعية القومية لدعم وتطوير السود. علاوةً على أن الزوجان كانا عضوين فعّالين في الكنيسة الأسقفية المنهجية الأفريقية المقدسة المتواجدة بالبلدة.
وعلى الرغم من دروسهما في الثقة والاعتماد على الذات للسود، لم يحدث أن تطرق الزوجان بالحديث إلى ساندرز عن العنصرية. نعود إلى الوراء في عام 1995 م حين كتبت شباز «لم يحدث أن وُضِعت قضية الاختلاف في العرق للنقاش، وكنا نأمل أن ننحي المشاكل العرقية جانبًا لأن ذلك من شأنه أن يُنهي المشاكل بشكل كليّ. وما حدث أنه ما من شخصٍ ناقش قضية العنصرية علانيةً إلا وكان يُنظَر إليه على أنه شخصٌ مثيرٌ للشغب».
من بين الاضطرابات العنصرية التي واجهت شباز في طفولتها: عندما تم تطبيق نظام الدمج العرقي بمشروع الإسكان «سوجورنر تروث» وذلك في عام 1942، ثم ما حدث في العام الذي تلاه بجزيرة «بل» واللذان كان لهما دورهما فيما أطلقت عليه شباز فيما بعد «الخلفية السيكولوجية للأعوام التي تشكلت فيها شخصيتي».

## شبابها
بعد أن حصلت على الشهادة الثانوية، اضطرت ساندرز لترك منزل والديها بالحضانة بمدينة ديترويت للالتحاق بمؤسسة توسكيجي التعليمية (جامعة توسكيجى حاليًا)، وهي كليةٍ أُنشأت قديمًا للسود بألاباما، وكانت تزخر بتمثال «ألما ماتر Alma mater» للورينزو مالُوي. عقدت ساندرز عزمها على الحصول على درجةٍ تعليميةٍ عاليةٍ تؤهلها للعمل كمعلمة. ووقت عزمها على الرحيل من مدينة ديترويت لـ ألاباما، وقفت أمها المربية على محطة القطار باكيةً، وذكرت شباز لاحقًا أن والدتها كانت تحاول أن تغمغم ببعض الكلمات إلا أن الكلام أبى أن يخرج من فيها.
ما إن وصلت ساندرز إلى ألاباما حتى أدركت ما كانت أمها تحاول قوله، وعبّرت عن ذلك بقولها «في الوقت الذي كنت فيه على أعتاب مرحلةٍ جديدةٍ، كنت أعرف ما الذي تود قوله لي، كانت تحاول أن تلفت نظري في عشر كلماتٍ أو أقل إلى العنصرية المتأصلة في المجتمع». لم تكن ساندرز مهيأةً للتكيف مع العنصرية المتأصلة في المناطق الجنوبية، ومن ثم كانت تتفادى التعامل مع ذوي البشرة البيضاء طالما أنها داخل الحرم الجامعي، غير أن الرحلات التي كانت تُقام بعطلة نهاية الأسبوع لـ «مونتغومري»، وهي أقرب مدينة لمكان الجامعة، كانت تستنفد صبرها، ذلك أنه كان على الطلاب السود الانتظار حتى ينتهي كل من هو أبيض من استيفاء حاجته، وحتى يحظى بخدمة خمس نجوم من قِبَل الموظفين العاملين بأي مؤسسةٍ أو محلٍ أو أو إلخ، ثم بعد ذلك يشرع العامل بالمؤسسة في خدمة السود، هذا إن راق له أن يقدم لهم الخدمة أساسًا.
ولما اشتكت شباز من ذلك لأسرتها «مالويز» رفضوا أن يطرحوا القضية للمناقشة، وفي مقابلةٍ لها عام 1989 م لخّصت شباز اتجاههم هذا بقولها «لو أنّكم تلتزمون الصمت، فستمضي الحياة بشكلٍ طبيعي». وقد واجهت حياة ساندرز الدراسية الكثير من العقبات التي نجمت عن إخفاقها المتزايد، مما دفعها للتحويل من مجال التدريس إلى مجال التمريض. وقد شجع عميد التمريض «ليليان هارفي» ساندرز على الدراسة في البرنامج الفرعي لتوسكيجي بمدرسة التمريض بولاية «بروكلين - نيويورك». عند ذلك انتقلت ساندرز، ضد رغبة والديها، من ألاباما للعيش بمدينة نيويورك في عام 1953.
وفي نيويورك واجه ساندرز شكلٌ جديدٌ من العنصرية، ففي مستشفى «مونت فوار»، حيث كانت تتلقى تدريبها الإكلينيكي، كانت الممرضات ذوات البشرة السوداء يأخذن اسوأ الأنشطة وأصعبها، في حين أن البيض كن مفضلات عليهن، ناهيك عن المعاملة البذيئة التي كانت تلقاها الممرضات الزنجيات أحيانًا على يد المرضى البيض. ولما كان جو العنصرية يجد مكانًا أكثر خصوبةً في نيويورك عنه في ألاباما، فقد كانت ساندرز تتساءل أحيانًا «هل هي بذلك فرت من عنصرية» جيم كرو «لتجد تحيزًا ارستقراطيًا أكثر إجحافًا في مواجهتها؟» 

## زواجها وحياتها العائلية
لم تقم بين بيتي إكس ومالكوم إكس علاقةً عاطفيةً كالمتعارف عليها، إذ كان تبادل المشاعر واللقاءات العاطفية خارج نطاق الزواج مخالفًا لتعاليم أمة الإسلام، وعليه كان يشاركهم لقاءهم العشرات من الأعضاء إن لم يكن المئات. ودائمًا ما كان مالكوم إكس يشكل جماعاتٍ لزيارة المتاحف والمكتبات المتواجدة بمدينة نيويورك وكانت دعوته بالطبع تشمل بيتي إكس. وبالرغم من أنه لم يتطرق أيًا منهما لمسألة الزواج إلا انّه كان يغلب على ظن بيتي إكس أن مالكوم إكس يُضمر ذلك في نفسه، وظلّت هكذا حتى جاء اليوم الذي طلبها فيه للزواج، وبالفعل تم الزواج يوم 14 يناير لعام 1958 م بمدينة لانسينج بولاية ميشيغان ، وبالمصادفة حصلت بيتي إكس على ليسانس التمريض في نفس اليوم.
وفيما يتعلق بطبيعة علاقتهما بعد الزواج، فقد كان الزوجان يطبقان تعاليم أمة الإسلام وذلك بأن يضع مالكوم إكس القواعد ثم تسير عليها بيتي إكس مطيعةً إياه باستسلام. وفي عام 1969 م كتبت شباز «لقد كان تعليمه شاملاً لكل جوانب الحياة حتى أنه أصبح أسلوبًا نتبناه في حياتنا». وبمرور الوقت حدثت تغيرات في أسلوب العائلة حتى أن مالكوم إكس بدأ يستجيب، على مضض، لمطالب بيتي إكس بالحصول على شيءٍ من الاستقلالية.
وفي هذا الشأن تقول بيتي إكس في عام 1969 م " لم يكن بيننا الكثير من النقاش أو الحوار الأسري، وقد أخبروني في البداية ما الذي ينتظره مالكوم مني كزوجةٍ، غير أنه ما إن حان الوقت لأخبره ما الذي انتظره منه كزوجٍ، كان وقع ذلك عليه كالصاعقة، ذلك أنه ذات ليلةٍ توجه إليّ بالحديث قائلاً " عزيزتي بيتي، لقد قلتِ شيئا شعرت له كمن صعقه طن من الحجارة، فقد قامت علاقتنا في الأساس على ما أقدمه من حلقاتٍ دراسيةٍ كنتُ فيها أنا المتحدث وأنت من تستمعين إليّ "، ثم اختتم ذلك بقوله " لا بد وأن يكون زواجنا قائمًا على الأخذ والعطاء المتبادل".
وقد أنجب الزوجان ست من البنات، وأسماءهن على التوالي: عطا الله (والتي كان ميلادها في عام 1958 م، وكانت تسميتها بهذا الاسم تيمنًا باسم أتيلا المغولي) – قبيلة (1960 م، تيمنًا باسم قوبلي خان الملك الخامس للإمبراطورية المغولية) –إلياسا (1962 م، المسماة على اسم إليجا محمد قائد منظمة أمة الإسلام) –جميلة لومومبا (1964 م، تيمنًا باسم باتريك لومومبا الذي كان يشغل وقتها منصب رئيس وزراء جمهورية الكونغو)-وأخيرًا التوأمان مليكة وملاك (1965 م بعد اغتيال والدهما وكانت تسميتهما تيمنًا بإسمه).

## تخليها عن العضوية بـ " أمة الإسلام
وفي الثامن من مارس لعام 1964 م أعلن مالكوم اكس تخليه عن عضويته بمنظمة «أمة الإسلام» ، ثم ما لبث أن أصبح الزوجان مالكوم إكس وبيتي إكس، المعروفة حاليًا بـ بيتي شباز، مسلمَين على مذهب أهل السنة والجماعة.
لمزيد من التفاصيل في هذا الموضوع أرجع لـ مالكوم إكس وتخليه عن عضويته بمنظمة «أمة الإسلام».

## منظمة " أمة الإسلام
خلال العام الثاني من دراستها بمدرسة التمريض، تلقّت ساندرز دعوةً لحضور حفل عشاءٍ ليلة الجمعة، وذلك بمقر منظمة «أمة الإسلام» بمدينة هارليم، علمًا بأن زميلةً لها هي من كانت وراء هذه الدعوة . وبشأن هذا الحفل تقول ساندرز في عام 1992 م «لقد كان الطعام لذيذًا حتى إنني لم أذق في حياتي كلها طعامًا كهذا». بعد العشاء عرضت تلك الممرضة على ساندرز أن تحضر المحاضرات والندوات التي يقوم المسلمون بتنظيمها، وبالفعل وافقت ساندرز على ذلك . وبعد الخطبة التي قُدِمت في الحفل حاولت تلك الممرضة أن تقنع ساندرز بالانضمام لمنظمة أمة الإسلام، غير أن ساندرز رفضت ذلك بلطف . ولمّا طلبت الممرضة بعد الزيارة تفسيرًا لذلك الرفض أجابت ساندرز بأنها لم تكن على علمٍ بأن الهدف من الزيارة هو الانضمام للمنظمة، ثم أضافت «الشيء الثاني أنه ما إن يتناهى إلى مسامع أمي أمرٌ كهذا حتى تمزقني إربًا، غير أنني لست على درايةٍ بطبيعة فلسفة المنظمة». ومن الجدير بالذكر في هذا الشأن أن أسرة ساندرز بالتبني كانت تتبع الميثودية ومن ثمّ عقدت ساندرز عزمها وهي في الثالثة عشرة من عمرها على أن تتبع هذه الديانة طيلة حياتها .
في ذلك اليوم تطرّقت الممرضة للحديث عن زعيم المنظمة والمتحدث الرسمي بإسمها، والذي لم يكن متواجدًا في تلك الليلة، وبدأت تستحث ساندرز على حضور خطبه ومحاضراته، ولجذب انتباهها قالت «انتظري فحسب حتى تستمعي لحديث الزعيم، فذلك الشخص منظمٌ للغاية، إضافةً إلى أنّ حسن مظهره يجعل كل الفتيات تتهافتن عليه». بنهاية الحفل كانت ساندرز قد استمتعت إلى حدٍ كبيرٍ بالطعام ثم وافقت على المجيء مرةً ثانيةً لتلتقي بالزعيم .
وفي زيارتها الثانية أخبرتها الممرضة أن الزعيم متواجدٌ هذه الليلة، وهنا قالت ساندرز لنفسها محدثةً «صفقةٌ رائعة» > في عام 1992 م تحدثت ساندرز عن التغيير الذي طرأ على سلوكها وتصرفاتها بمجرد أن وقع بصرها على مالكوم اكس للوهلة الأولى، عبّرت عن ذلك بقولها «فجعلت انظر حولي لأجد ذلك الرجل في الجناح القابع أقصى يمين المكان يعدو في اتجاه المنصة (المنبر)، كان يتّسم بالطول والنحافة، والطريقة التي كان يعدو بها كانت توحي بأنه في طريقه لمكانٍ أكبر أهمية من المنبر، وما إن اعتلى المنبر حتى تنبهت له كل ذرةٍ في كياني، حقًا لقد كان له أثره الجم عليّ».
التقت ساندرز بمالكوم إكس للمرة الثانية بحفل عشاءٍ، وتبادل الاثنان الحديث عن حياة ساندرز فيما يتعلق بطفولتها التي قضتها بمدينة ديترويت والعنصرية التي واجهتها بـألاباما ثم دراستها بـنيويورك. عند ذلك أخذ مالكوم إكس طرف الحديث ليتحدث عن وضع الأمريكان الذين هم من أصل أفريقي وأسباب العنصرية الرخوة التي يقوم عليها المجتمع .
بدأت ساندرز تنظر للأمور من منظورٍ مختلفٍ،  وفي لقاءٍ لها عام 1990 م تطرّقت للحديث عن ذلك قائلةً «كانت لدي مخاوفي التي لم أُفصِح عنها والتي نجمت عن تجربتي الشخصية في الجنوب، ولقد طمأنني مالكوم بأنه يعي تمامًا ما أشعر به حيال هذه التجربة»، وعقب ذلك مباشرةً بدأت ساندرز تحضر كل ما كان يقدمه مالكوم إكس من دروسٍ ومحاضراتٍ في المسجد السابع بمدينة هارليم، وكان دائمًا ما يطلب الحديث معها بعد الانتهاء من الخطبة ويوجه لها العديد من الأسئلة مما جعلها تتأثر كثيرًا بروحه القيادية وتفانيه في العمل . كانت دائمًا ما تراه يقدّم المساعدة لغيره مفضلاً إيّاهم على نفسه، في الوقت الذي لا يجد هو فيه من يقدم له المساعدة .
بدأ هو الآخر في الإلحاح عليها لتنضم للمنظمة ولبّت هي طلبه في عام 1956 م، وكبقية الأعضاء بمنظمة أمة الإسلام أبدلت ساندرز لقبها ليصبح «إكس» والذي يشير إلى عائلتها وأصولها الأفريقية والذين لم يكن لديها أدنى معلومةٍ عنهم .

## اغتيال مالكوم إكس
وفي 21 من فبراير لعام 1965 م بدأ مالكوم إكس في إلقاء خطبه ومحاضراته لجمع من منظمة الوحدة الأفروأمريكية بمسرح أودوبون – ولاية مانهاتن. وفي تلك الأثناء تناهى إلى مسامعه جلبةٌ وصخبٌ في وسط ذلك الجمع الذي كان يتألف من 400 فردا ، وما إن تحرك مالكوم إكس وسط حراسه لتهدئة هذه الضجة حتى اندفع نحوه شخصٌ من وسط الجمع مُطلقًا عليه النار من مدفعه الرشاش في موضع الصدر تمامًا ، وعلى الفور قام شخصين آخرين بالهجوم على المنصة موجهين له 16 ضربة من المدافع اليدوية التي كانا يحملانها .

في ذلك الحين كانت شباز تحتل مكانها وسط الجمهور بصحبة بناتها، وما إن سمعت صوت إطلاق النار حتى دفعت بهن ناحية الأرضية ليحتمين بالمقاعد ثم قامت هي بتغطيتهن بجسدها . ومع وقف إطلاق النار اندفعت شباز ناحية زوجها محاولةً إنعاشه، في الوقت الذي قام فيه رجال الأمن بمساعدة مرافقي مالكوم إكس بحمله على محفةٍ والتوجه إلى مستشفى كولومبيا المشيخي (منسوب إلى كنيسة مشيخية) حيث تم إعلان خبر وفاته .

وتمكّن من شهِدوا الحدث، والذين انتابهم غضبٌ عارمٌ لما رأوه، من الإيقاع بأحد القتلة وضربه، وبالفعل أُلقي القبض عليه أثناء موجة الغضب هذه . وبعدها تعرّف شهودٌ عيانٌ على اثنين آخرين من المشتبه فيهم، وحكم على الثلاثة، والذين هم من أعضاء أمة الإسلام، بالسجن المؤبد .

## ما بعد الاغتيال
لم يجد النوم طريقه لعيني شباز لأسابيعٍ بعد مقتل مالكوم إكس وكانت دائمًا ما تعاني من أحلامٍ مروّعةٍ وكوابيسٍ تذكرها بمقتل زوجها، علاوةً على أنها كانت تحمل على كاهلها حملاً ثقيلاً ألا وهو تدبير حالها وحال أسرتها ككل، غير أن نشر السيرة الذاتية لمالكوم إكس ساعد في حل المشكلة، إذ حصلت شباز على نصف حقوق المؤلف ، والنصف الآخر كان لـ أليكس هيلي، والذي ساعد مالكوم إكس في كتابة وتخريج الكتاب . وبعد إصدار كتابه الأكثر مبيعًا «جذور: ملحمة عائلة أمريكية» تنازل هيلي عن الجزء الخاص به من حقوق النشر لشباز .
في تلك الأثناء قامت كلاً من الفنانة والناشطة السياسية «روبي دي» و «جونيتا بواتير» (زوجة سيدني بواتير)بتشكيل لجنةٍ قاما من خلالها بتجميع الأموال اللازمة لشراء منزلٍ مناسبٍ وتوفير نفقات الدراسة لأسرة شباز .وبالفعل عقدت اللجنة عديدًا من الاجتماعات التي من خلالها جمعت ما يقرب من 17 ألف دولار ، ومن ثَمّ تمكنت من شراء منزلٍ كبيرٍ يكفي لعائلتين بـ مونت فيرنون – نيويورك، والذي كانت تملكه بيلا أبزوج عضو الكونغرس.

عقب وفاة زوجها صرحت شباز بأنها لن تكمل مسيرتها في إصلاح المجتمع بعد ما وقع على زوجها من ظلمٍ تمثل في مقتله، ثم استدركت أن استسلامها بسبب ما حدث لزوجها لن يغير العالم للأفضل، وكان مما قالته «أنه من المستحيل أن نُنشِئ بيئةً خاصةً لتربية الأطفال وتعليمهم في انعزالٍ عن العالم وما يحدث فيه من أفعالٍ فيها ما فيها من انتهاكٍ للإنسانية» ومؤخرًا صرحت بقولها «لا مفر من أن يذوب الفرد في مجتمعه في بعض مراحل حياته».

## ذهابها للحج بمكة
وبنهاية شهر مارس لعام 1965 م توجهت شباز لـمكة المكرمة لأداء فريضة الحج، وكان زوجها قد فعل الشيء نفسه قبل ذلك بعام . وإحياءً لهذه التجربة كتبت شباز في عام 1992 م «حقًا لا أدري أي مكانٍ كان سيضمني اليوم إن لم أذهب للحج بمكة بعد مقتل مالكوم إكس مباشرةً، فقد دلتني هذه الزيارة على الطريق الصحيح . نعم لقد كان الذهاب لمكةَ وأداء شعائر الحج له عظيم الأثر في نفسي، إذ لفتت نظري إلى أُناس يحبونني حول العالم والذين دعوا الله لي أن ألملم شمل أسرتي وأن أعيش حياتي الطبيعية مجددًا، وبِتّ لا أسلط تفكيري على من حاولوا تشتيت عائلتي».

عادت شباز من مكة باسمٍ جديدٍ والذي أطلقه عليها أحد الحجاج ألا وهو «بهية» والذي يعني بالعربية الجميلة المشرقة .

## توليها رعاية أسرتها
بالنسبة لشباز، فإن تربية ستةٍ من الأطفال والإنفاق عليهم كان أمرًا منهكًا للغاية، ومن حسن حظها أن نصيبها من حقوق النشر للسيرة الذاتية لمالكوم إكس كان بمثابة دخلٍ سنويٍ لها ولأسرتها . وفي عام 1966 م قامت شباز ببيع السيرة الذاتية لمالكوم إكس للمنتج مارفين ورث لتتحول إلى عملٍ سينمائيٍ ثم حصلت على رخصةٍ لنشر خطابات مالكوم إكس، والتي كانت في حد ذاتها مصدرًا آخرًا للدخل . وعند التحاق بناتها بحضانة رعاية الأطفال أصبحت شباز عضوًا فعالاً بتلك المنظمة في الوقت الذي أسهمت فيه بدور ممثل أولياء الأمور بمجلس الآباء بالمدرسة، وبعد بضعة أعوام احتلت منصب رئيس مجلس حضانة وِستشِستَر .

بعدها وافقت شباز على إلقاء خطبها في الكليات والجامعات، وكانت أحيانًا تتناول الحديث عن فلسفة مالكوم إكس فيما يتعلّق بقومية السود، بل وتطرقت أيضًا للحديث عن دورها كزوجةٍ وأمٍ . ولوهلةٍ شعرت شباز في ذلك الحين أن بعض وسائل الإعلام تحاول تشويه صورة زوجها، وأوضحت «لقد حاولوا أن يظهروه في صورة الشخص العنيف الذي يبغض البيض، في حين أنه وعلى العكس تمامًا، كان شخصًا مُرهف الحس، عميق الفهم، صحيح أنه كان يمقت تصرفات البعض من البيض إلا أن جدول أعماله كان قائمًا على الحقيقة والواقعية».

وقتما كبرن الفتيات أرسلتهن شباز إلى مدارسٍ خاصة ومعسكراتٍ صيفية، إضافةً إلى التحاقهن بنادي جاك أند جيل (نادي اجتماعي انشئ خصيصًا للأثرياء من أطفال الأفروأمريكان).

## تعليمها العالي
بنهاية عام 1969 م التحقت شباز بكلية جيرسي (جامعة جيرسي الجديدة حاليًا) لإتمام شهادتها التعليمية التي لم تتمكن من إتمامها بعد مباشرة عملها كممرضة، ولم يمض عام حتى حصلت على شهادتها الجامعية، ثم واصلت المسيرة لمباشرة شهادة الماجستير في الإدارة الصحية . وفي عام 1972 م التحقت شباز بجامعة ماساتشوستس بمدينة أمهيرست بهدف تحصيل درجة الدكتوراه في الإدارة التعليمية العليا وتطوير المناهج الدراسية .

بعدها ظلت شباز طيلة ثلاث سنوات تسافر من مونت فيرنون لـ ماساتشوستس صباح الإثنين من كل أسبوع على أن تكون العودة يوم الأربعاء مساءً . وفي شهر يوليو من عام 1975 م حصلت شباز على درجة الدكتوراه ثم انضمت لمنظمة دلتا سيجما ثيتا (منظمة نسائية قامت على يد مجموعة من الجامعيات لخدمة المجتمع وبالأخص الأمريكان الذين هم من أصل أفريقي) وذلك في شهر أبريل من عام 1974 م .

## جامعة مِدجَار إيفَرز
في شهر يناير من عام 1976 م بدأت شباز العمل كمدرس مساعد في علوم الصحة - وتحديدًا في مجال التمريض - بجامعة مِدجَار إيفَرز بمدينة نيويورك، حيث كان السود والطبقة العاملة يشكلون 90 % من الطلبة، والذين كانت أعمارهم في حوالي السادسة والعشرين أو ما يقرب من ذلك . ومما شجع شباز على العمل بهذه الجامعة أن النساء السوداوات كن يشكلن السواد الأعظم من الكلية، حيث كن يشغلن نسبةً تصل إلى 75 % من بين الطلاب، ثلثين من بينهن أمهات .

وبحلول عام 1980 م كانت شباز تشرف على قسم علوم الصحة حيث قرر رئيس الجامعة أن دورها سيكون أكثر فاعليةً في المناصب الإدارية عنه في مجال التدريس، ومن ثم تم ترقيتها لمنصب مدير التقدم المؤسسي . وفي منصبها الجديد أصبحت شباز مدعمًا وممولاً للجامعة، ومن ثم تثبتت في وظيفتها بعد ذلك بعام . في عام 1984 م حصلت شباز على لقبٍ جديد ألا وهو «مدير التقدم المؤسسي والشئون العامة» وظلت طيلة حياتها تحتكم على هذا المنصب حتى وافتها المنية.

## روحها التطوعية
في الفترة ما بين سبعينيات وثمانينيات القرن الماضي، مضت شباز قُدُمًا في نشاطاتها التطوعية، ففي عام 1975 م دعاها الرئيس فورد للقيام على مجلس الذكرى المئوية الثانية للثورة الأمريكية، كما كان لها دورها في لجنةٍ استشاريةٍ لتنظيم الأسرة، والتي نظمتها الإدارة الصحية للخدمات الإنسانية بالولايات المتحدة الأمريكية. بعدها في عام 1984م قامت على استضافة مؤتمر نيويورك للمجلس القومي للزنجيات بمنزلها، ثم ما لبثت شباز أن أصبحت أحد نشطاء الجمعية القومية للارتقاء بالسود والرابطة الوطنية للتخطيط العمراني .

وعندما قام كلاً من نلسون مانديلا رئيس جنوب أفريقيا والناشطة السياسية ويني مانديلا بزيارة مدينة هارليم خلال عام 1990 م كان عليها تقديم ويني مانديلا . في الواقع أقامت شباز صداقةً مع كلاً من ميرلي ايفرز ويليامز، أرملة مدجار إيفرز، وكوريتا سكوت كينج، أرملة مارتين لوثر كينج، حيث جمعت ثلاثتهن التجربة نفسها من فقد الزوج الناشط وتربية الأبناء بمفردهن، وأطلقت الصحافة على ثلاثتهن، واللاتي أصبحن وقتها من الوجوه المعروفة، لقب «أرامل الحركة».

وكثيرًا ما كنّ إيفرز ويليامز وكينج يترددن على جامعة مِدجَار إيفرز، أمّا عن شباز فكانت دائمًا ما تتردد على موقع مارتين لوثر كينج الأثري بمدينة أطلنطا. وحين كتبت إيفرز ويليامز عن شباز وصفتها بـ «الروح الحرة» بكل ما تحمل الكلمة من معنى، فهي إن تضحك تظهر تلك الروح عليها، وإن تتبسم فإن نورها يحيط المكان بأسره .

## لويس فرخان
لعدة سنواتٍ، باتت شباز تُضمِرُ بداخلها عداءً دفينًا تجاه منظمة أمة الإسلام، وبالأخص لويس فرخان، ذلك أنه كان يراودها شعورٌ بأنهم وراء مقتل زوجها ، وجاء فرخان ليثبت أن شكوكها كانت في محلها حين تباهى بمقتل مالكوم إكس في حديثٍ له قائلا ً" هل كان مالكوم خائنًا لكم أم لنا ؟ ولو أننا تعاملنا معه كما تتعامل أي منظمةٍ مع خائنٍ لها فما شأنكم أنتم بذلك ؟ ومن الطبيعي أن تحسن أي منظمةٍ التعامل مع الخونة والسفاحين والانتهازيين .

وفي لقاءٍ لها عام 1994 م، وجّه إليها مراسل تليفزيون WNBC جيب بريسمان سؤاله " هل كان لفرخان يدٌ في مقتل مالكوم إكس؟ " وكانت إجابتها " نعم بالطبع، فقد أصبح ذلك واضحًا وضوح الشمس لكل عينٍ ترى، وقد كان هذا وسام شرفٍ لمالكوم، نعم لقد تناول الجميع الحديث في هذا الشأن ، صحيح أن فرخان أنكر هذه الإدعاءات زاعمًا بقوله " لم يكن لي يد مطلقًا في مقتل مالكوم إكس " إلا أنه قال في وقت آخر أنه هو من هيأ الجو المناسب لاغتيال مالكوم إكس .

وفي شهر يناير من عام 1995 م وُجه إلى ابنتها قبيلة اتهامًا بأنها قامت بتكليف أحد القتلة باغتيال لويس فرخان انتقامًا لمقتل أبيها . وفاجأ فرخان أسرة شباز بدفاعه عن قبيلة، فقد صرح أنه لا يعتقد أنها فعلت ذلك وتمنى أن لا تكون متورطةً في شيءٍ كهذا . وفي شهر مايو من هذا العام تصافح كلاً من شباز وفرخان على منصة مسرح ابولو في أمسيةٍ عُقدت خصيصًا لتجميع الأموال اللازمة للمرافعة القضائية التي تخص قضية قبيلة .
واستبشر البعض بأن هذا الاجتماع قد يكون بمثابة تسويةٍ ومصالحةٍ بين الطرفين، والبعض الآخر رأى أن شباز كانت تفعل ما بوسعها لإنقاذ ابنتها، ليس إلا . وبغض النظر عن كل ذلك فقد تم تجميع 250,000 دولار في هذه الأمسية . وفي أعقاب ذلك ظلت العلاقة بين شباز وفرخان يسيطر عليها الفتور، برغم أنها وافقت على إلقاء كلمةٍ في المليونية التي دعا إليها فرخان في شهر أكتوبر من نفس العام .

وافقت قبيلة على التفاوض لتخفيف العقوبة بخصوص الاتهامات التي وُجهت إليها، وبموجب هذا التفاوض تضمن براءتها شريطة أن تكون مسئولةً عن تصرفاتها ، وبموجبه أيضًا كان يتحتم عليها أن تخضع لاستشارةٍ نفسيةٍ لمباشرة علاجها من الإدمان وتعاطي الكحوليات بشكل مفرط، على أن تستغرق مدة علاجها عامين كاملين لتجنب عقوبة السجن . وفي فترة علاجها التجأت إلى أن تضع ابنها مالكوم، والذي كان يبلغ من العمر حينذاك عشر سنوات تحت رعاية والدتها في شقتها الواقعة بولاية يونكرس- مدينة نيويورك.

## وفاتها
في اليوم الأول من شهر يونيو لعام 1997 م قام حفيد شباز الأصغر «مالكوم» بإضرام النيران في شقتها مما أسفر عن إصابتها بحروقٍ خطيرةٍ وصلت إلى 80 % من جسدها، وظلت لثلاثة أسابيع ٍ في العناية المركزة بمركز جاكوبى الطبي بمدينة برونكس – نيويورك. وقد خضعت شباز لخمسةٍ من عمليات زرع الجلد لتجديد خلايا الجلد التالفة، واضطر الأطباء لفعل ذلك إنقاذًا لحياتها، إلّا أنّ هذه الحروق قد أودت بحياتها، وذلك في 23 من يونيو لعام 1997 م ، وحُكم على مالكوم بقضاء 18 شهرًا بسجن الأحداث بتهمة القتل الخطأ وإحراق الممتلكات .

وقد حضر جنازتها أكثر من 2000 شخصًا بكنيسة ريفر سايد بنيويورك، وشارك في هذه الجنازة العديد من القادة البارزين ومن بينهم الملك كوريتا سكوت وميرلي ايفرز وليامز والشاعرة مايا انجلو والفنان والناشط السياسي أوسي دافيس والفنانة الشاعرة روبي دي وجورج باتاكي حاكم مدينة نيويورك ورؤساء بلدية نيويورك الأربعة إبراهام بيم وإيد كوتش وديفيد دينكينز ورودي جولياني، كما قدّم وزير القوى العاملة الأمريكي أليكسس هرمان تعازيه نيابةً عن الرئيس بيل كلينتون.

وفي تصريحٍ له عقب وفاة شباز، امتدح زعيم الحقوق المدنية جيسي جاكسون شباز قائلاً " لم تتوقف أبدًا عن العطاء، ولم تعب أو تهزأ بأحدٍ يومًا ما، وها هي اليوم ترحل لتترك خلفها الأمل الذي نحن بحاجةٍ اليه . وأُقيم العزاء بالمركز الثقافي الإسلامي بمدينة نيويورك. أمّا عن كشف جثتها لأقاربها فقد كان بمقر الجنائز بمدينة هارليم، وهو نفس المكان الذي كشفت فيه جثة زوجها مالكوم إكس قبل ذلك بـ 32 عامًا. بعدها دُفنت شباز بمحاذاة زوجها في مدفن فيرن كليف بمدينة هارتس ديل – نيويورك.

## إحياء ذكراها
في أواخر عام 1997 م قامت المنظمة المجتمعية للعناية بالصحة، والتابعة لولاية بروكلين – مدينة نيويورك، قامت بتعديل اسم أحد عياداتها ليكون «المركز الصحي للدكتورة بيتي شباز»، وذلك تقديرًا لها . وفي مدينة شيكاغو – ولاية إلينوي تم تأسيس مدرسة بيتي شباز الدولية المستقلة عام 1998 م، وذلك تيمنًا باسمها. ثم في عام 2005 م أعلنت جامعة كولومبيا افتتاح «مركز مالكوم إكس والدكتورة بيتي شباز التعليمي التذكاري».

ويقبع النصب التذكاري الخاص بها بصالة أودوبون، حيث اغتيل مالكوم إكس . وفي شهر مارس لعام 2012 م
أُطلق اسم بيتي شباز على جزءٍ من شارع برودواى BROADWAY ، وهو الجزء الواقع في مواجهة صالة أودوبون بـ نيويورك .

## تقديمها في أعمالٍ سينمائية
دارت أحداث فيلم «بيتي آند كوريتا»، والذي تم إنتاجه عام 2013 م، حول حياة شباز، حيث قامت بدورها الفنانة ماري جين بلايج ، كما أدّت دورها بفيلم «مالكوم إكس» الفنانة أنجلا باسيت ، وذلك في عام 1992 م، ثم قامت أنجلا باسيت، للمرة الثانية، بدور شباز بفيلم «بانثر» عام 1995 م .

قبل ذلك بعدة أعوامٍ قامت يولاندا كينج (ابنة مارتين لوثر كينج وكوريتا سكوت كينج) بأداء دور شباز في فيلم «موت نبي» عام 1981 م ، وأخيرًا قامت بدور شباز الفنانة فيكتوريا ديلارد بفيلم «عليّ» وذلك في عام 2001 م .